# Faculdade de Belém
A Faculdade de Belém - FABEL é uma instituição de ensino superior privada brasileira fundada em 2002, com sede localizada na cidade de Belém, no estado do Pará, mantida pela União Empresarial Educacional Ltda - UNEMPE. 

## História
Fundada por Ivan Guilherme de La Rocque Pinho, Marcelo Matos Carneiro, Oziel Matos Carneiro e Marcius Matos Carneiro, a Faculdade de Belém – FABEL é Instituição de Ensino Superior (IES) particular, mantida pela UNEMPE – União Empresarial Educacional Ltda., fundada em 1º de março de 2002, autorizada junto ao MEC pela Portaria n. 675, de 17 de março de 2004 (publicada no DOU de 18 de março de 2004), tendo iniciado suas atividades em 05 de abril de 2005 com os cursos de Administração (Autorizado pela Portaria MEC N° 676 de 17/03/2004) e Turismo (Autorizado pela Portaria MEC N° 677 de 18/03/2004), e posteriormente o Curso de Direito (Autorizado pela Portaria N° 1810 de 27/05/2005). Em seus registros a IES teve, ao final de seu primeiro ano de existência, 267 acadêmicos matriculados. 
A FABEL fecha um ciclo de 05 (cinco) anos extremamente significativo de consolidação institucional e, conservando seu espírito inovador e empreendedor, passou por uma reestruturação administrativo-pedagógica para que pudesse se restaurar frente a novos paradigmas: concretizou investimentos em recursos humanos, professores e funcionários mais qualificados, recursos materiais, aquisição de equipamentos, reforma geral das instalações e a abertura da nova Unidade – Colégio Santo Antônio (Unidade II).

## Estrutura
A FABEL presta serviços educacionais sob orientação de sua Mantenedora e cumpre sua finalidade educativa e cultural, atuando em duas unidades: 
Unidade I, sito na Travessa Aristides Lobo n. 897, bairro do Reduto, CEP: 66.053-020 Belém/PA
Unidade II, sito na Avenida Assis de Vasconcelos s/n, entre as Ruas 28 de Setembro e Gaspar Viana, CEP: 66.017-070, bairro da Campina,  Belém/PA.
As duas unidades possuem a mesma estrutura (biblioteca, laboratório, secretaria acadêmica, lanchonete, quadra de esportes...), logo, oferecem os serviços de internet (wireless), reprografia.
O ingresso se dá através de Processo Seletivo e Solicitação de Vaga
A Fabel oferece os cursos de bacharelado em Administração, Direito e Turismo, bem como os cursos Superiores de Tecnologia em Gestão em Marketing, Gestão Pública e Gestão em Tecnologia de Informação (este recentemente autorizado pela Portaria n. 247, de 6 de dezembro de 2010)   O curso de Administração foi autorizado pela Portaria/MEC n. 676, de 17 de março de 2004 e reconhecido pela Portaria/MEC n. 355 de 17 de março de 2009 (publicada no DOU de 19 de março de 2009);
O curso de Turismo foi autorizado pela Portaria/MEC n. 677 de 17 de março de 2004 e reconhecido pela Portaria/MEC n. 904 de 15 de julho de 2009 (publicada no DOU de 16 de julho de 2009); 
O curso de Direito foi autorizado pela Portaria/MEC n. 1810 de 30 de maio de 2005.
Os cursos Superiores de Tecnologia de Gestão Pública e Gestão em Marketing foram autorizados, respectivamente, pelas Portarias/MEC n. 363 (de 18/05/2007) e n. 283 (de 12/04/2007).
A instituição oferece orientação jurídica à comunidade e projetos sociais como Ilha do Combú, Emagrece Belém, Castilha Constitucional, Audio Biblioteca, Capacitação de Servidores Públicos e uma parceria com o Projeto Ver o Sol.
Apoio Psicopedagógico e Pedagógico não só aos acadêmicos, como a toda a comunidade.

## Graduação
- Oferece 7 cursos de Graduação:

Bacharelados
- Administração;
- Ciências Contábeis;
- Direito;
- Turismo.

Tecnológicos
- Gestão Financeira;
- Gestão de Marketing;
- Gestão Pública.

## Objetivos
O desenvolvimento de cursos de nível superior associados a programas e projetos de pesquisa e extensão compromissados com a realidade regional, ou seja, a busca da regionalização de suas ações institucionais; 
A implantação e consolidação de sua Comissão Permanente de Avaliação, possibilitando análises reflexivas de suas ações que refletiram na reformulação dos Projetos Pedagógicos dos cursos e no planejamento e melhoramento institucional.
Assim, foram desenvolvidas ações voltadas para avaliação externa dos cursos de graduação (autorização de novos cursos, reconhecimento e renovação de
reconhecimento) e auto-avaliação da instituição.
O estabelecimento de um plano de carreira docente que premia a experiência acadêmica, a experiência profissional e a titulação (incentivo para que os professores se tornem  mestres e doutores);
A promoção de cursos de treinamento para os funcionários das áreas técnica e administrativa.
Valorização docente: a Instituição tem investido com afinco na capacitação de seus servidores técnico-administrativos, docentes e coordenadores de curso, como condição primordial ao atendimento das novas demandas do conhecimento e desafios propostos em termos da ampliação de sua atuação na sociedade.

## Corpo Docente
Diretor Geral
Professor Doutor Ivan La Rocque: Graduação em Administração de Empresas, Bacharel em Direito, Especialização: Marketing Retalhista, Gestão Financeira, Direito Administrativo, Recursos Humanos, Gestão de Serviços, Direito Educacional, Mestre em Direito Constitucional, Doutor em Filosofia Jurídica e Política Social por Outorga Internacional pela U.E., Registro Cartorário: 6555462 U.C.E. em 17/03/2007 - UR) Doutorando em Educação (Montevideu/Urugay), Universidad Del Museo Social Argentino - UMSA, Pós-Doutoradando em Psicanálise, Faculdade de Educação Teológica de São Paulo - FATE/SP.

Diretor Adjunto - Unidade II
Profº Dr. Fabrízio Bordallo: Graduação Bacharel em Direito Mestrado
Direito Constitucional Doutorado
Administração (Em andamento) Montevideu / Uruguay.
Vice-diretora
Profª Jacqueline Khaled: Graduação, Secretaria de Unidade Escolar, Pós-Graduação, Coordenação e Supervisão Pedagógica, Direito Educacional Mestrado, Gestão em Políticas Universitárias (Em andamento), Universidade de Lomas de Zamora/Argentina.
Vice-diretora adjunto - Unidade II
Profª Esp. Wanessa Carvalho: Graduação
Bacharel em Administração
Especialização
MBA em Marketing
Especialização em Psicologia Jurídica.
Diretora administrativa e Diretora de Relações Institucionais
Profª Maria Áurea Mônica Melo: Graduação
Licenciatura em Ciências Naturais
Licenciatura em Ciências com Habilitação em Matemática
Pós-Graduação
Informática e Educação
Ciências Ambientais com ênfase em Educação Ambiental
Mestrado Ciências Ambientais com ênfase em Ecoturismo.

Diretor Administrativo Financeiro
Marcius Matos Carneiro: Graduação
Bacharel em Ciências Econômicas.

Diretora de Ensino Fabel
Profª Luna Maria Araújo Freitas: Graduação
Bacharel em Direito
Especializações:
Direito Civil
Processo Civil
MBA em Gestão Educacional e Docência no Ensino Superior (em andamento)
Mestrado Direito do Estado.

Assessora do Diretor Geral
Profª Melina Gomez Vergolino Eleres: Presidente da CPA
Coordenadora de Projetos
Bacharel em Direito
Mestrado em Educação (Em andamento) Universidad de Jaén - Espanha.
Assessora do Diretor Geral
Ana Valéria Figueiredo: Secretária Acadêmica de Pós-Graduação
Coordenação do Processo Seletivo
Bacharel em Gestão de Marketing, Organização Técnico-Administrativa.
Assessora Psicopedagógica
Andreza Mattos: Bacharel em Psicopedagogia.

Secretaria Acadêmica
Profª Esp. Ana Paula Nobre: Licenciatura em Pedagogia
Especialização Currículo e Avaliação na Educação.

Secretaria Acadêmica Unidade II
Profª Luciana Araújo: Licenciatura em Pedagogia.

Bibliotecária Unidade I
Regina Pimentel: Bacharel em Biblioteconomia
Pós-Graduação
Reengenharia e Recursos Humanos.

Bibliotecária Unidade II
Esp. Marilene Fontes: Bacharel em Biblioteconomia
Especialização:Especialista em Gestão em Tecnologia da Informação.

Assessoria Pedagógica Unidade II
Nayana Saadi: Graduação em Pedagogia
Especialização Informática em Educação.
Coordenação do Projeto Ler é Saber e Nivelamento Unidade II
Profº Bruno Calvacante: Docente nos Cursos de Direito, Tecnologia da Informação e Gestão Pública
Licenciatura Plena em Língua Portuguesa e Literatura
Especialização em Língua Portuguesa e Literatura (Em andamento).

Coordenação Núcleo de Estágios
Tatiana Paredes Teixeira: Graduação em Pedagogia
Pós-Graduação em Psicopedagogia.

Técnico em Segurança do Trabalho
Cláudio Yves Cordeiro: Acadêmico de Direito (Em andamento).